# Chiasmo (figura retorica)
Il chiasmo o chiasma è la figura retorica in cui si crea un incrocio immaginario tra due coppie di parole, in versi o in prosa, con uno schema sintattico di AB, BA.

## Etimologia
La disposizione contrapposta delle parole può essere raffigurata mediante la lettera greca χ ("chi") dell'alfabeto greco, corrispondente a "ch" aspirata, da cui origina il termine "chiasmo".

## Esempi
Un classico esempio è il famoso incipit dell'Orlando furioso di Ludovico Ariosto, che presentiamo spezzato in due righe per visualizzare meglio l'incrocio dei concetti.

l'arme, gli amori,...»
(Ludovico Ariosto. L'Orlando furioso)
nel quale le donne sono legate agli amori e i cavalieri alle armi.
Si scorge un chiasmo nei versi dell'ode manzoniana Il cinque maggio:
(Alessandro Manzoni. Il cinque maggio)
in cui a "vittoria" e "reggia", momenti di gloria, si contrappongono "fuga" e "tristo esiglio", a delimitare gli estremi nella vita di Napoleone, in una sorta di X.
Sempre nel Manzoni:
(Alessandro Manzoni. I promessi sposi cap. 19)
Altri tre esempi di chiasmo sono i seguenti, i primi due di Giacomo Leopardi e il terzo di Dante Alighieri (con il personaggio della senese Pia de' Tolomei) :
(Giacomo Leopardi. Il passero solitario)
(Giacomo Leopardi. Il passero solitario)
(Purgatorio - Canto quinto, vv.134-135)